# Новий сторож
«Нови́й сто́рож» (англ. The New Janitor) — короткометражний комедійний фільм 1914 року за участю Чарлі Чапліна.

## Сюжет
Герой Чапліна працює прибиральником в банку. Одного разу він випадково виливає з вікна відро з водою прямо на голову президента цієї установи. Останній негайно звільняє невдалого співробітника. Тим часом один з менеджерів банку, що заборгував велику суму грошей, вирішує пограбувати власного роботодавця. Одна з секретарок застає його біля сейфа, і він змушений застосувати силу. На шум приходить воротар і роззброює зловмисника. Президент банку в подяку залишає його на роботі.

## У ролях
- Чарльз Чаплін — прибиральник
- Джон Діллон — менеджер
- Аль Ст. Джон — хлопець у ліфті
- Глен Кавендер — Люк Коннор, гравець
- Джесс Денді — президент банку
- Френк Хеєс — бухгалтер
- Пеггі Пейдж — секретарка